# Grip (album)
Grip is het tweede album van Lohues & the Louisiana Blues Club uit 2005.

Op dit album speelt Candy Dulfer als gastmuzikant mee op saxofoon.
De titel van dit album is afkomstig van het gelijknamige nummer dat vertelt over de duivel, een soort Crossroads-lied naar Robert Johnson. Het refrein:
Onverschillig, ’t gevaor veurbij.

En de duuvel had grip op mij.

## Nummers
- De trein rolt verder
- Waailappe blues
- Liek veur de kop'
- Boggel in 't rad
- Nils Holgerssons blues
- New Orleans
- Water op de lont
- Scheuvel blues
- Niet alles hebben
- 't Is mij mislukt
- Iene met de jasse an
- Grip
- Zydeco
- Zomerweer

## Singles van dit album
- Waailappe Blues
- Zydeco